# 瑪麗安娜·馬汀尼茲
瑪麗安娜·阿维蒂亚·馬汀尼茲（西班牙語：Mariana Avitia Martínez，1993年9月18日—）生于墨西哥新莱昂州蒙特雷，是一位墨西哥女子射箭运动员。她曾获得2012年伦敦奥林匹克运动会射箭女子个人赛铜牌。